# 賴夏茨豪森巴赫河
49°39′47.70″N 9°15′8.69″E / 49.6632500°N 9.2524139°E

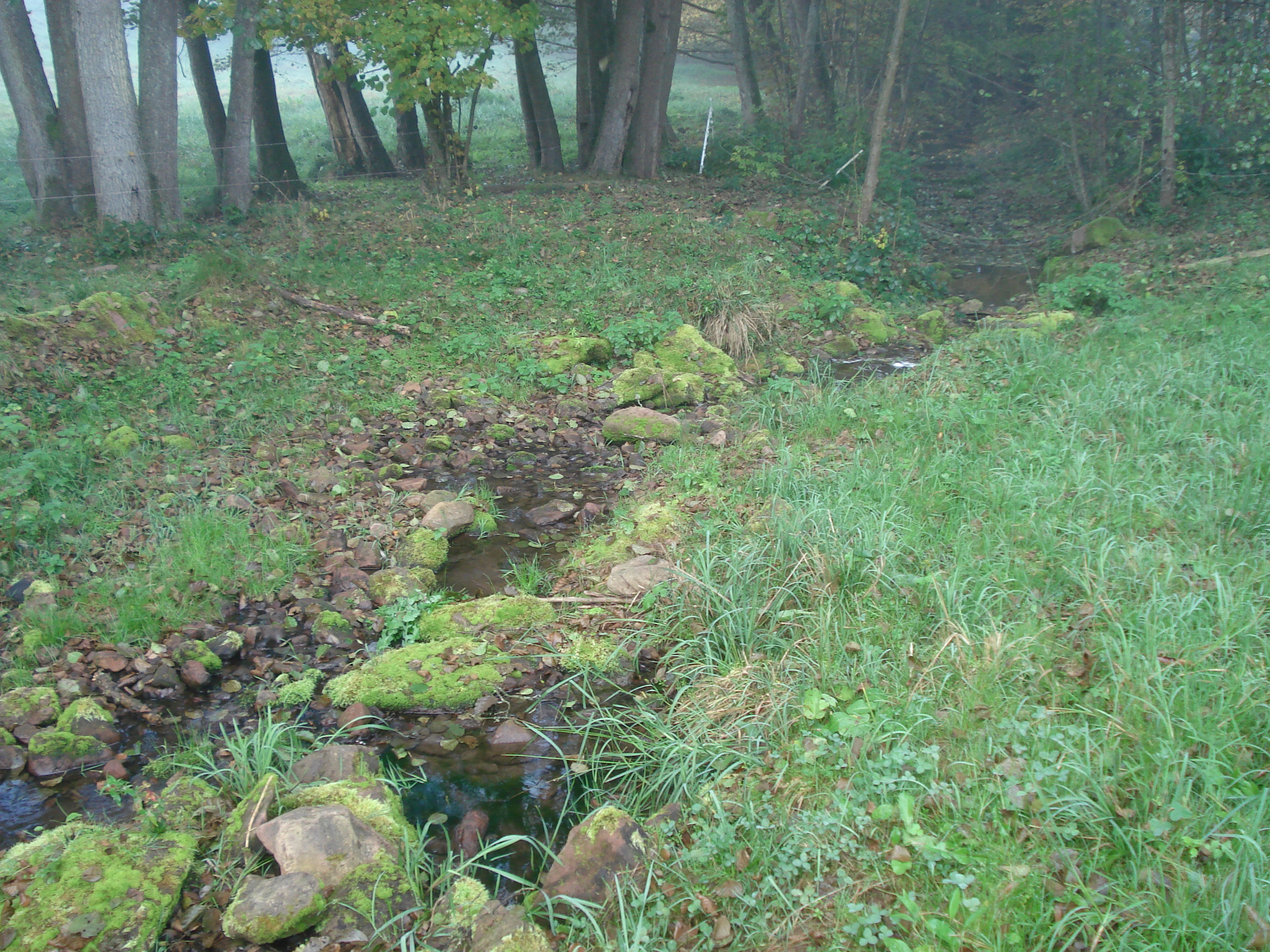

賴夏茨豪森巴赫河是德國的河流，位於該國東南部，由巴伐利亞負責管轄，屬於魏爾巴赫河的左支流，河道全長3公里，流經米爾滕貝格縣。